# Plaques de matrícula dels Països Baixos

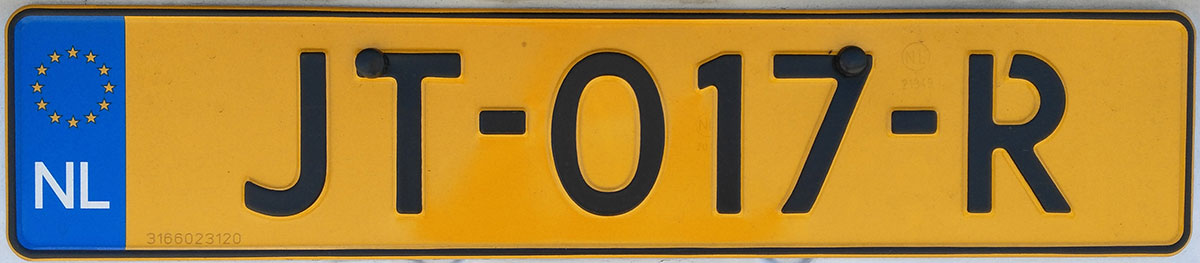
Model de matrícula d'automòbil actual, instaurat a partir de 2015.

Les plaques de matrícula dels vehicles dels Països Baixos són emeses pel "Rijksdienst voor het Wegverkeer" (RDW), l'organisme estatal responsable de la regulació del trànsit rodat. Aquestes segueixen un sistema adoptat a partir del 1951 i format per sis caràcters alfanumèrics separats per guionets segons diferents models de numeració establerts. L'actual model de numeració (10) per als automòbils consta de dues lletres, tres xifres i una lletra (per exemple, GB-001-B). Els caràcters són de color negre sobre un fons reflectant groc i de mides similars a la resta de plaques de la UE. Com a país membre de la UE també porta la secció blava a l'extrem esquerre amb les estrelles en cercle de la UE i el codi internacional del país, NL.
Les combinacions s'assignen de forma seqüencial i nacional, és a dir, no indiquen cap indicació geogràfica. La matrícula és assignada al vehicle fins que es dona de baixa, això vol dir que en cas de venda conserva la mateixa matrícula.
Des de l'entrada en ús del model de numeració 4, l'RDW ja no utilitza vocals a les combinacions (a excepció de la placa dels remolcs) ni s'utilitzen les lletres C i Q, ja que aquestes lletres s'assemblen massa al zero. Tampoc s'utilitzen les següents combinacions de lletres: GVD, KKK, NSB, PKK, PSV, TBS, SS i SD ni PVV, SGP i VVD al darrer model de numeració.

## Mides
Les mides de les plaques són pràcticament les mateixes que a la majoria de països que utilitzen l'euroformat:
- Els automòbils fan 520x110 mm (rectangular davantera o al darrere) o 340x210 mm (quadrada al darrere).
- Les motocicletes, de cilindrada superior als 50cc, fan 210x143 mm.
- Els ciclomotors, de cilindrada inferior als 50cc, poden fer 145x125 mm (quadrada) o 100x175 mm (vertical).

## Tipografia

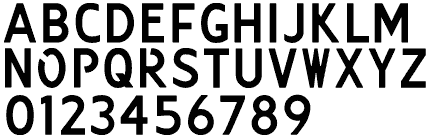
Font tipogràfica Kenteken.

La tipografia anomenada "Kenteken" (placa de matrícula) està basada en la font Gill Sans MT (desenvolupada entre 1928–1932). Es poden veure les fortes similituds en les finalitzacions de traç tallades verticalment en diversos caràcters com ara el 2, 3, 5, C, G, J i S, on sovint no es troben en una font de pal sec. Les principals diferències amb la Gill Sans són degudes a requisits antimanipulació, com són els retalls a les lletres O, P i R (semblants a la FE-Schrift d'Alemanya) i les alçades de la barra transversal de la E i F són molt diferents les unes de les altres per raons antifalsificació també.
Altres alteracions en comparació amb la Gill Sans són:
- J - cua escurçada a la línia de base.
- Q - la cua comença a l'interior del caràcter i acaba a la línia de base de la dreta del caràcter, en lloc de penjar per sota de la línia de base.
- R - part final de la cama recte i no amb curvatura.
- S - més ampla, amb la forma de la corba de la columna similar a l'amplada regular de Gill Sans.
- W - reduïda considerablement, encara que la M no ho ha estat, la qual cosa és estrany.
- Z - vèrtexs tallants i no punxants.

## Curiositat

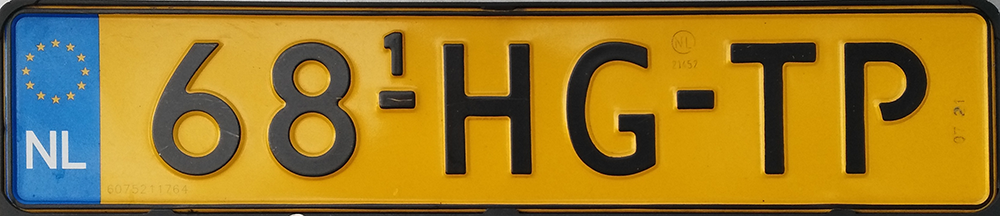
Model de matrícula on es veu el codi duplicat (1).

En alguns casos, apareix a la placa de matrícula per sobre del primer guionet una xifra en petit (normalment un 1 o un 2). És l'anomenat "el codi duplicat" (o el codi d'increment). Aquesta xifra indica la quantitat de cops que s'han emès les plaques per al vehicle, és a dir, el primer cop que s'emet la placa, aquesta no porta cap nombre sobre el guionet. Però si es sol·licita una placa nova, per exemple, després d'un robatori o pèrdua, s'afegeix un 1 a la placa (codi duplicat 1). Després, un 2, un 3 i així successivament. Igual que les xifres i les lletres de la placa, el codi duplicat també ha de ser llegible i no es permet treure el codi duplicat ni fer-lo invisible pintant-lo de color groc.

## Models de numeració
Els models de numeració, introduïts a partir de 1951, i utilitzats fins avui són els següents:
| Format | Model | Data d'introducció per tipologia del vehicle | Data d'introducció per tipologia del vehicle | Data d'introducció per tipologia del vehicle | Data d'introducció per tipologia del vehicle | Data d'introducció per tipologia del vehicle | Data d'introducció per tipologia del vehicle | Data d'introducció per tipologia del vehicle | Notes |      |      | |
| ------ | ----- | -------------------------------------------- | -------------------------------------------- | -------------------------------------------- | -------------------------------------------- | -------------------------------------------- | -------------------------------------------- | -------------------------------------------- | --- | ---- | ---- | --- |
| Format | Model |                                              | 1                                            | 1951                                         | 1951                                         | −                                            | 1951                                         | 1951                                         | Notes | 1963 | 1963 | En aquest model es reserva la segona lletra per a vehicles específics (automòbils: D, G, K, P, T i X; motos: E, H, L, R, U i Z; vehicles comercials i autobusos de longitud inferior a 2,20m: A, F, J, N, S i V; vehicles comercials i autobusos de longitud superior a 2,20m: B); els vehicles comercials i els autobusos tenien una placa de color gris. Aquestes plaques encara estan en ús per a cotxes, motos i vehicles comercials d'antiguitats d'importació, però no mantenen la codificació de la segona lletra. Des de la introducció de la franja europea "NL", tots els propietaris, inclosos els de vehicles antics, poden optar per mantenir el format antic o utilitzar el nou. |
|        | 2     | 1965                                         | −                                            | −                                            | 1974                                         | −                                            | 1977                                         | −                                            | Aquestes plaques es segueixen utilitzant per a cotxes clàssics importats. Des de la introducció de la franja europea "NL", tots els propietaris, inclosos els de vehicles antics, poden optar per mantenir el format antic o utilitzar el nou. |      |      | |
|        | 3     | 1973                                         | −                                            | −                                            | 1977                                         | −                                            | 1983                                         | −                                            | El 1976 i el 1977 el color blau era una mica més clar i els caràcters eren diferents. A partir de 1978, totes les noves plaques emeses en aquesta sèrie adquireixen el color de la sèrie 4. Des de la introducció de la banda europea "NL", tots els propietaris poden triar si mantenir el format antic o utilitzar-ne el nou. |      |      | |
|        | 4     | 1978                                         | 1980                                         | −                                            | 1980                                         | −                                            | 1988                                         | 1988                                         | A partir d'aquest model es reserva la primera lletra per a un tipus específics de vehicles (remolcs: W; semiremolcs: O; vehicles comercials de fins a 3,5t: V; vehicles comercials de més de 3,5t: B; motocicletes: M; cotxes: D, F, G, H, J, K L, N, P, R, S, T, X, Y, Z; i, per tal d'evitar, al mateix temps, errors en la lectura de la placa i combinacions amb un significat significatiu, després de la primera lletra, està prohibit l'ús d'algunes d'elles (A, C, E, I, O, Q, W). Aquest model s'utilitza actualment en semiremolcs (OX-99-XX). A partir de 1999, totes les noves plaques emeses en aquest model adquireixen el color de la sèrie 6. Després de la introducció de la banda europea "NL", totes les plaques d'aquest model, excepte alguns casos particulars, s'han substituït per les de nou format. |      |      | |
|        | 5     | 1991                                         | 1999                                         | −                                            | 1994                                         | 1994                                         | 2000                                         |                                              | A partir d'aquest model, la lletra "Y" només s'utilitza per al registre d'embarcacions i, per tant, ja no s'utilitza ni com a primera lletra per als cotxes, ni com a lletra posterior per a d'altre tipus de vehicle. A partir de 1999, totes les noves plaques emeses en aquest model adquireixen el color del model 6. Després de la introducció de la banda europea "NL", totes les plaques d'aquest model, excepte d'alguns casos particulars que s'han substituït per les de nou format. |      |      | |
|        | 6     | 1999                                         | 2011                                         | −                                            | −                                            | 1998                                         | 2008                                         |                                              | Nou format, vora negra, franja europea "NL" i sistema anti-falsificació. Aquest model s'utilitza actualment en motocicletes (99-MX-XX) i en remolcs (99-WX-XX). |      |      | |
|        | 7     | 2008                                         |                                              | 2005                                         | 2012                                         | 2006                                         | 2021                                         |                                              | Aquest model s'ulitza actualment per a vehicles commercials> 3.5t. (99-BXX-9). D'aquest model es van reservar les primeres lletres D i F per as ciclomotor. Remolcs des de Juliol 2021 (99-WXX-9). |      |      | |
|        | 8     | 2013                                         |                                              | −                                            |                                              | 2009                                         |                                              |                                              | Les primeres lletres d'aquest model només poden ser K, S, T, X, Z i la sèrie V per a vehicles comercials <3,5 t; totes les altres lletres estan reservades per a les plaques de llicència d'exportació temporal. |      |      | |
|        | 9     | 2015                                         |                                              | 2006                                         |                                              | 2012                                         |                                              |                                              | Aquest model s'utilitza per als cotxes (GX-999-X). |      |      | |
|        | 10    | 2019                                         |                                              | 2008                                         |                                              | 2016                                         |                                              |                                              | Aquest model s'utilitza actualment per als cotxes (G, H,J, K, L, N,P,R.S-999-XX). |      |      | |
|        | 11    |                                              |                                              | 2015                                         |                                              | 2019                                         |                                              |                                              | Aquest model s'utilitza actualment per als ciclomotors (DBB-01-B i FZZ-99-Z), vehicles comercials <3.5t (VBB-01-B i VZZ-99-Z) I des de l'1 de gener 2021 també en vehicles agrícoles (LBB-01-B i LZZ-99-Z) i per tractors (TBB-01-B i TZZ-99-Z) |      |      | |
|        | 12    |                                              |                                              |                                              |                                              | 2024                                         |                                              |                                              | Codi utilitzat a partir del 31 de desembre de 2021 per a tractors (T) a partir del 8 - 1 - 2024 per vehicles comercials <3.5t. (V) |      |      | |
|        | 13    |                                              |                                              |                                              |                                              |                                              |                                              |                                              | Codi utilitzat a partir del 31 de desembre de 2021 per a tractors (T) a partir del 8 - 1 - 2024 per vehicles comercials <3.5t. (V) |      |      | |
|        | 14    |                                              |                                              |                                              |                                              |                                              |                                              |                                              | Codi utilitzat a partir del 31 de desembre de 2021 per a tractors (T) a partir del 8 - 1 - 2024 per vehicles comercials <3.5t. (V) |      |      | |

## Altres tipus

### Taxis
Els taxis i cotxes de lloguer amb conductor (VTC) segueixen el model de numeració dels automòbils però la placa és de fons blau amb els caràcters en negre sense la franja distintiva de la Unió Europea.

### Vehicles històrics
La placa és de color blau fosc amb els caràcters en blanc sense la franja distintiva de la Unió Europea; està destinat als cotxes clàssics importats, que es divideixen en "històrics" (abans de 1973) i "antics" (1973–1977). Els històrics usen el model de numeració 1 amb les combinacions DE, DH, DL, DM, DR, AE, AH, AL, AM, AR, DZ i PM, mentre que els antics utilitzen el model 3 amb les combinacions YA, YB i YD. Els cotxes històrics que es van registrar originalment als Països Baixos, conserven la placa antiga original i el propietari podrà sol·licitar una placa groga amb la franja distintiva de la Unió Europea.

### Motocicletes
Les plaques emeses actualment per a les motocicletes, a excepció de les històriques, formen part del model de numeració 8, porten la M com a primera lletra de la seqüència i només s'han d'aplicar a la part posterior.

### Motocicletes històriques
La placa és de color blau fosc amb els caràcters en blanc sense la franja distintiva de la Unió Europea; està destinada a les de motocicletes històriques importades i registrades fins al 1977. Utilitzen el model 1 amb les combinacions AM i DM. Les motos de la mateixa època, però registrades originalment als Països Baixos, conserven l'antiga placa original i el propietari podrà sol·licitar una placa groga amb la franja distintiva de la Unió Europea.

### Ciclomotors
Les plaques per a aquesta categoria de vehicles utilitzen el model 11, sense dividir les línies entre lletres i números, sinó que mostren la D o la F com la primera lletra de la seqüència i només s'han d'aplicar a la part posterior del vehicle. Pels ciclomotors limitats a 45 km/h les plaques són grogues i pels limitats a 25 km/h són blau cel amb caràcters blancs.

### Diplomàtiques
Els vehicles diplomàtics incorporen la combinació CD (Corps Diplomatique) impresa en color negre sobre fons groc. La combinació està formada per 2 xifres, les lletres CD i 2 xifres més; tot separat per guionets.

### Organitzacions internacionals
Els vehicles pertanyents a jutges i personal diplomàtic de la Cort Internacional de Justícia porten una combinació formada per les lletres CDJ seguides de dues o tres xifres.

## Història

### 1898-1951

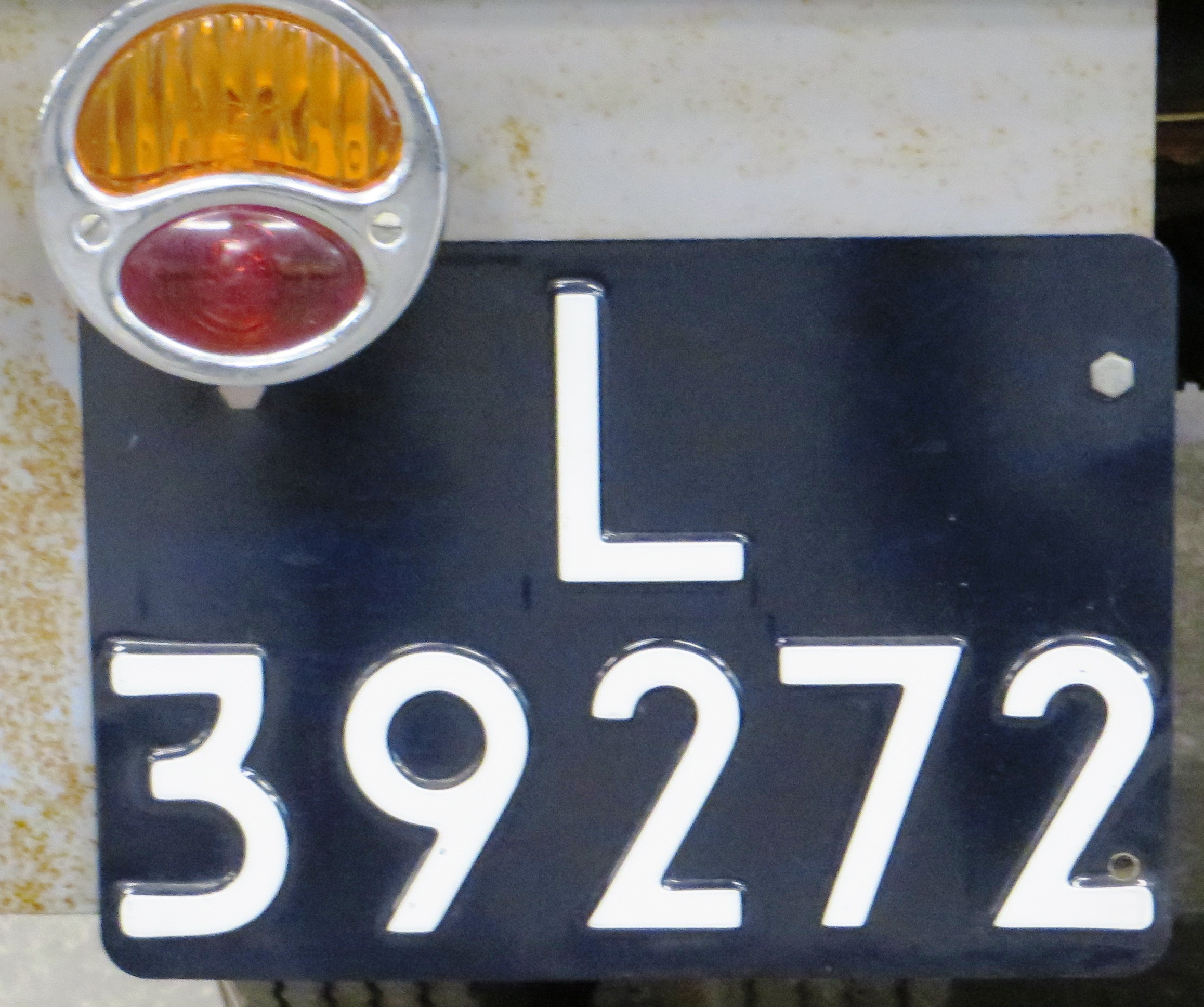
Placa d'un vehicle matriculat abans del 1951.

Els Països Baixos van introduir un sistema de matriculació de vehicles el 26 d'abril de 1898, el tercer país del món per fer-ho, després de França i d'Alemanya. La primera placa es va emetre amb el número 1 a J. van Dam, que va comprar el primer automòbil 100% construït als països Baixos per Groninger Motor-Rijtuigen Fabriek. A partir de 1906, un nou sistema utilitzava el format "XX-AAAA", on "XX" era un codi de província i "AAAA" un número de sèrie. Aquest sistema va durar fins al 1951, quan es va introduir l'actual.
Els codis provincials eren els següents:
- A: Groningen
- B: Friesland
- D: Drenthe
- E: Overijssel
- G, GZ, GX: Noord Holland
- H, HZ, HX: Zuid Holland
- K: Zeeland
- M: Gelderland
- N: Noord Brabant
- L: Utrecht
- P: Limburg
- R: també anomenats Països d'ultramar.